# Gil-galad
Gil-galad (původně Ereinion) je fiktivní postava, noldorský velekrál vystupující v knize Silmarillion J. R. R. Tolkiena, zprostředkovaně (odkazem v historické básni a v Dodatcích) též v jeho známější trilogii Pán prstenů.

## Původ
V raných verzích Tolkienových poznámek byl Gil-galad synem Inglora Felagunda (původní jméno Finroda Felagunda). Tato myšlenka však byla opuštěna.
V publikované verzi Silmarillionu byl označen za syna Fingona, vnuka Fingolfina, čímž patřil v přímé mužské linii do královského elfského rodu Noldor. Ve zpěvu Quenta Silmarillion je poprvé zmiňován v souvislosti se smrtí Fingolfina v bitvě Dagor Bragollach (čtvrté velké bitvě ve válce Noldor s Morgothem), kdy se jeho otec Fingon ujal království nad Noldor ve vyhnanství a odeslal svého syna do Círdanových přístavů.
V The Peoples of Middle-earth Christopher Tolkien prohlásil, že se jednalo o omyl, který byl zkopírován i do Nedokončených příběhů.
Podle nejnovější verze poznámek byl totiž Ereinion Gil-galad synem Orodretha, vnukem Angroda a rovněž tedy patřil v přímé mužské linii do královského elfského rodu Noldor. Sestrou Gil-Galada byla Finduilas, která se zamilovala do Túrina Turambara.

## Život
Gil-Galad přežil pád Nargothrondu, a spolu se svým příbuzným Celebrimborem a zbytky svého lidu uprchl k Círdanovi na ostrov Balar.
V té době, kdy na pevnině v celém Beleriandu probíhala válka, zůstával Gondolin jako poslední nepodrobené království Noldor, kde vládl Gil-galadův příbuzný Turgon.
Po pádu Gondolinu a smrti Turgonově se Gil-galad stal Velekrálem Noldor ve Středozemi. Na rozdíl od mnoha Noldor, kteří se po ukončení války vrátili spolu s vojskem Valar ze Středozemě na Západ, zůstal Gil-galad s větší částí svého lidu i nadále ve Středozemi a založil království elfů Lindon. Ve zpěvu Akallabeth je zmiňováno jeho společný boj s númenorským králem Tar-Minastirem proti Sauronovi, následníkovi Morgotha po jeho pádu.
Gil-galadova moc ve Středozemi postupně rostla během první války elfů se Sauronem, kdy byl zničen Eregion – sídlo tvůrce tří elfích Prstenů Moci Celebrimbora a místo, kde byly vytvořeny všechny prsteny moci až na Jeden. V té době se většina Noldor přesunula do Gil-galadovy říše a ta sahala svým vlivem v době největšího rozmachu až za Mlžné hory.
Po zkáze Númenoru pomohl Gil-galad knížeti Elendilovi, pánovi lidí, kteří se ze zkázy zachránili, vybudovat na severu Středozemě říši Arnor, a společně pak vytvořili ve druhé válce o Prsteny Poslední spojenectví elfů a lidí.
Podařilo se jim postupně zatlačit Saurona až do jeho země Mordoru a obléhali jej po dobu sedmi let v jeho pevnosti. V této válce zemřel jak Gil-galad, a hrot jeho Aeglosu pohasl, tak Elendil, ale Sauron byl poražen a jeho Jeden Prsten – vládnoucí všem ostatním Prstenům Moci, mu byl odebrán Elendilovým synem Isildurem.

## Filmové zpracování
Ve filmové trilogii Pán prstenů se Gil-galad krátce objeví na samotném začátku prvního dílu. Je zde vyobrazen po boku Galadriel a Círdana jako jeden z původních nositelů Tří prstenů. Roli si zahrál Mark Ferguson. Původně se měl Gil-galad objevit i ve scéně zobrazující bitvu o Dagorlad, části s ním však byly vystřiženy.